# Vierge du Feu
 (février 2017).

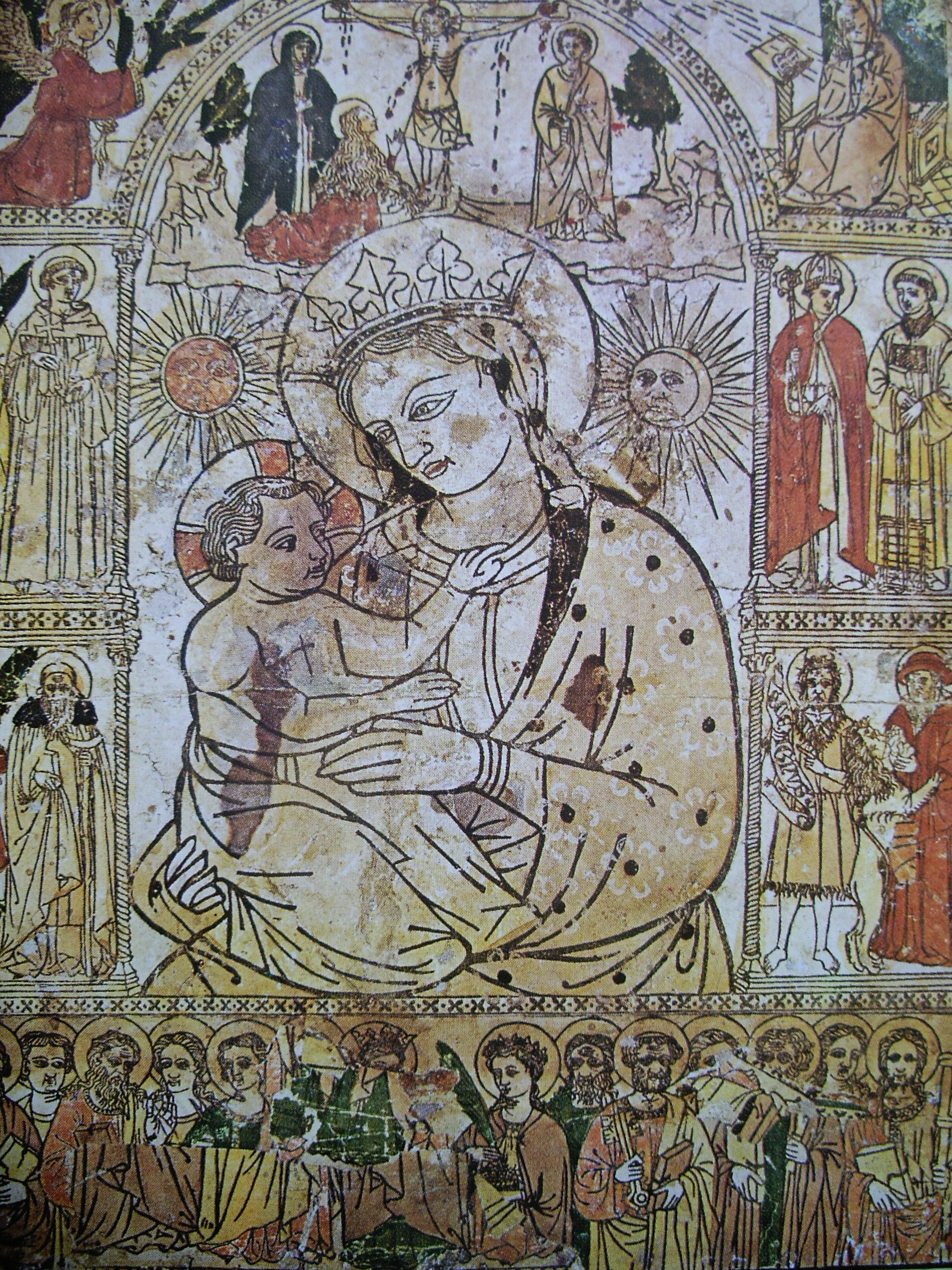
Xylographie de la Vierge du Feu

La Vierge du Feu (en italien : la Madonna del Fuoco) est une représentation de la Vierge portant son enfant de 49 x 40 centimètres peinte sur du papier et clouée sur une tablette de bois. Selon les diverses recherches qui ont été effectuées, elle daterait de la fin du XIVe siècle. C’est l’une des plus anciennes xylographies en Europe connues à ce jour.
C’est la sainte patronne de la ville de Forlì, en Émilie-Romagne.

## Histoire
Au cours de la nuit du 4 février 1428, un incendie se produisit dans une école de la ville de Forlì et dura plusieurs jours, ne laissant derrière lui que des décombres noircies. Les villageois tentèrent de l’éteindre en vain. Seule la représentation de la Vierge portant son enfant resta intacte. Elle fut dès lors baptisée la « Vierge du Feu ». Depuis, elle est vénérée à Forlì et est considérée comme la protectrice de la ville.
Quelques jours plus tard, le 8 février, le gouverneur de la ville et légat du pape Domenico Capranica organisa une procession solennelle et fit installer l’image sainte dans la cathédrale de la ville.

## L'église du miracle de la Vierge du Feu

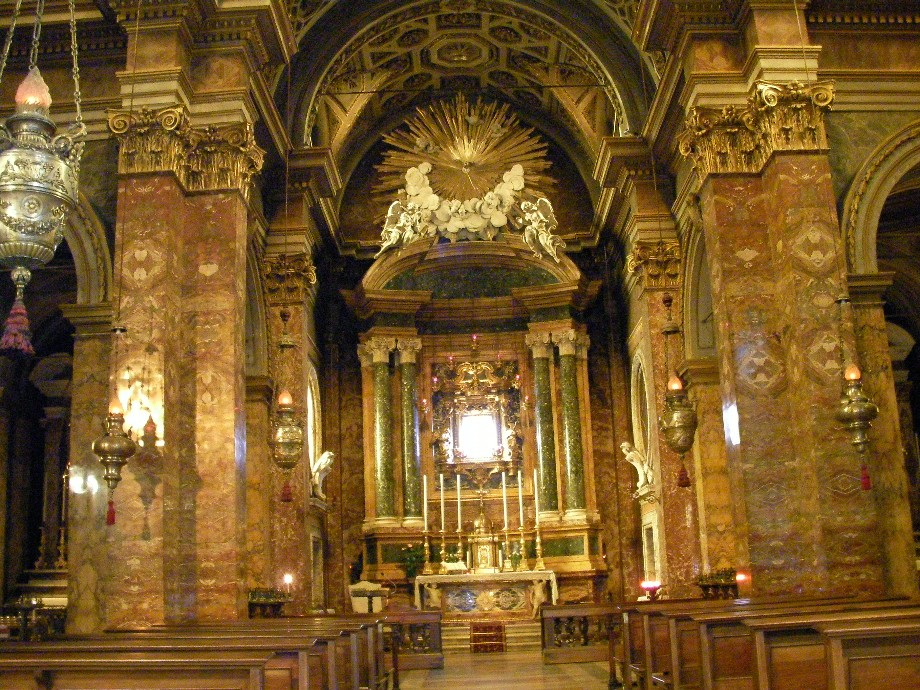
Chapelle du miracle de la Vierge du Feu

En 1636, la xylographie fut placée dans une chapelle construite en son honneur à l’intérieur de la cathédrale.
Vers la fin du XVe siècle, sous la domination des Riario Sforza, le culte voué à la Vierge du Feu s’est accru avec la création de la Société du Saint-Esprit (composée de 8 prêtres) et de la Congrégation de charité par Catherine Sforza.
Sur la Piazza del Duomo, une colonne de marbre avec une statue de la Vierge a été érigée à la mémoire de cet événement.
La construction de l’église du miracle de la Vierge du Feu débute en 1797 par le jésuite Andrea Michelini, là où se trouvait l’école auparavant, via Leone Cobelli. Quand les troupes napoléoniennes entrèrent dans la ville, le projet fut suspendu. Les travaux reprirent en 1815 et prirent fin en 1819.

## Célébration
Aujourd’hui, cette représentation existe toujours, conservée dans la cathédrale de Forlì. Pour commémorer cet évènement, les forlivais allument une ou plusieurs bougies rouges aux bords de leurs fenêtres pendant la nuit du 4 au 5 février chaque année. Dans les deux jours qui précèdent cette commémoration, la Fiorita de la Vierge du Feu a lieu. Les enfants de toutes les écoles de Forlì viennent à l’église déposer une photo d’eux ainsi que des fleurs autour de la statue de la Vierge pour obtenir sa protection.
Sur la place devant la cathédrale de Forlì et dans les rues avoisinantes se déroule la Foire de la Vierge du Feu, où l'on peut déguster la Piadina traditionnelle de la Vierge parfumée à l’anis.

### Diffusion du culte
Le culte voué à la Vierge du feu s’est diffusé dans toute l’Italie, notamment à Cervia, Cesena et Rimini.
À Cervia, elle est considérée comme la sainte patronne des sauniers qui, autrefois, partaient en pèlerinage le 4 février jusqu’à Forlì. Aujourd’hui cette tradition est de nouveau d’actualité.
À Ancône, elle est vénérée au sein de l’église Santa Maria della Piazza en tant que protectrice des artisans boulangers.
À Rome, la famille Romagnola célèbre la Vierge du Feu le 4 février dans l’église San Marcello al Corso.
Elle est également considérée comme la sainte patronne du MICS (Museo internazionale del cinema e dello spettacolo) mais aussi de manière générale, de tous les supports visuels et sonores. La Fédération Internationale des Archives Visuelles et Sonores (FIAIS), qui siège à Rome, la considère également comme la sainte patronne de ces supports.

### Prière à la Vierge du Feu[3]
« O Signore,
che in modo misericordioso
ci conservasti incolume dal fuoco
l'immagine della Madre del tuo diletto Figlio,
per i suoi meriti
e per la sua intercessione
concedi che,
sempre infiammati del tuo amore,
possiamo scampare dal fuoco eterno.
Per Cristo Nostro Signore.
Amen. »